# Pont de la Marquèze
Le pont de la Marquèze est un pont de type bow-string au-dessus de l'Adour. Il relie les communes de Pey et Josse, dans le département français des Landes.

## Présentation
Un bac était utilisé pour traverser l'Adour à cet endroit. Un premier projet de pont date de 1870. Mais il faudra attendre 1931 pour un début de réalisation et l’inauguration de l’ouvrage intervient en 1935. 
Des témoignages font état du fait que ce pont fut établi pratiquement à l’endroit où, dans des temps plus anciens, existait un gué qui permettait de traverser l’Adour au lieu-dit « Marquèze » (c’est aujourd’hui encore le nom d’une habitation côté Josse à proximité immédiate du pont qui en a pris le nom). Des cartes des Chemins de Compostelle indiqueraient que les pèlerins se rendant de Dax à Bayonne traversaient les eaux grâce à ce gué. 
Ce pont a fait l'objet d'un inventaire par les monuments historiques sous la référence Notice no IA40000924, sur la plateforme ouverte du patrimoine, base Mérimée, ministère français de la Culture